# 口吉川町槇
口吉川町槙（くちよかわちょうまき）は、兵庫県三木市にある大字。旧・美嚢郡口吉川村大字槇。郵便番号は673-0753。

## 地理
- 口吉川地区の東側に位置している。農村地帯であり、百済民族の渡来人の集落があった。由来は槙の木の林を開拓して集落ができたことから名付けられたとされる説がある。[4][5]東側は口吉川町吉祥寺、口吉川町里脇・西側は口吉川町大島、口吉川町善祥寺・南側は細川町瑞穂、吉川町湯谷・北側は口吉川町久次と接する。

## 歴史
- 1954年6月1日 - 三木市を新設し、三木市口吉川町槙になる。

### 字域の変遷
| 実施前               | 実施年       | 実施後           |
| -------------------- | ------------ | ---------------- |
| 美嚢郡口吉川村大字槙 | 1954年6月1日 | 三木市口吉川町槙 |

## 世帯数と人口
2022年（令和4年）2月28日現在の世帯数と人口は以下の通りである。
| 町丁       | 世帯数 | 人口  |
| ---------- | ------ | ----- |
| 口吉川町槇 | 51世帯 | 126人 |

## 小・中学校の学区
市立小・中学校に通う場合、学区は以下の通りとなる。
| 番地 | 小学校               | 中学校             |
| ---- | -------------------- | ------------------ |
| 全域 | 三木市立口吉川小学校 | 三木市立星陽中学校 |

## 施設
- 三木よかわゴルフクラブ
- JA兵庫みらい口吉川農業倉庫

## 交通
地内に公共交通機関は通っていない。

### 道路
- 兵庫県道20号加古川三田線